# Fimbles
Die Fimbles sind eine von der BBC produzierte Fernsehserie für Vorschulkinder. Produziert werden die Fimbles von Novel Entertainment. Dort wurden auch die Charaktere erfunden. Die Fimbles selber stammen von der Designerin Sarah Hayes. Die Drehbücher zu den 200 Folgen wurden von unterschiedlichen Autoren geschrieben, viele stammen von der Programmproduzentin Lucinda Whiteley. Die Serie ist den Teletubbies ähnlich.

## Figuren

Fimbo

Die drei Fimbles namens Fimbo, Florrie und Baby Pom sind Puppen, die Flusspferden ähnlich sind. Der grün-gelb-gestreifte Fimbo ist der größte und isst gerne Crumble Crackers. Die blau-lila-gestreifte Florrie trägt oft eine Fimble-ähnliche Puppe namens Little One, und das kleinste, lila-grün-gestreifte Baby Pom folgt den anderen wie ein Kleinkind. Weiterhin gibt es den Frosch Rockit, den Maulwurf Roly Mo, den Vogel Bessy und das Küken Ribble.

## Handlungsmuster der Sendung
Die Handlung spielt in einem hellen, bunten, surrealen Ort, dem Fimble-Tal. Die drei Fimbles bekommen einen sechsten Sinn, wenn die Blüten des Klingelbaums Twinkling Tree zu klingeln beginnen. Dabei beginnen Nase, Finger und Haarknoten der Fimbles zu vibrieren und sie „fimbeln“. Die Fimbles finden nun einen Gegenstand, der real oder surreal sein kann, wie zum Beispiel einen goldenen Stern. Aus diesem Gegenstand entwickelt sich die Handlung der jeweiligen Folge.
Roly Mo, der eine große Buchsammlung besitzt, erzählt in jeder Folge eine Geschichte. Am Ende fasst Roly Mo oder Bessy die Handlung der Folge nochmal zusammen.